# Friedrich Justinian von Günderrode (Jurist, 1765)

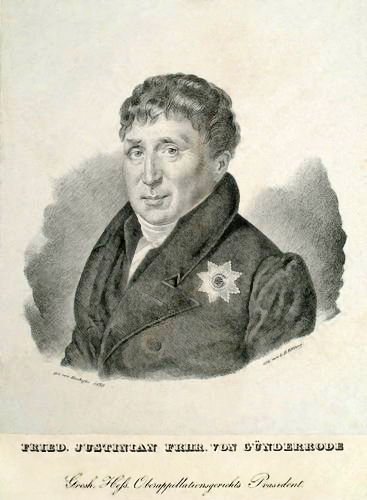
Friedrich Justinian von Günderrode

Freiherr Friedrich Justinian von Günderrode (* 1. Februar 1765 in Frankfurt am Main; † 11. November 1845 in Darmstadt) war ein deutscher Jurist, Gerichtspräsident und Pomologe.

## Leben und Familie
Friedrich Justinian von Günderrode entstammt der alten Frankfurter Patrizierfamilie Günderrode. Er ist der Sohn des Schöffen und Senators Justinian von Günderrode (1721–1802) und dessen Frau Elisabeth Charlotte geb. von Schneider, gen. Schmidt (1735–1817) geboren. Günderrode hatte 7 Geschwister, von denen zwei nach der Geburt starben. Sein älterer Bruder war Friedrich Maximilian von Günderrode, der letzte Stadtschultheiß der Stadt Frankfurt.
Am 25. Juli 1791 heiratete er Maria Charlotte von Stalburg (* 22. Juli 1767 in Frankfurt am Main; † 8. Februar 1793), die Tochter des Frankfurter Stadtschultheißen Johann Friedrich Maximilian von Stalburg.
Seine Frau starb kurz nach der Geburt der ersten Tochter
- Friederike Charlotte Freifrau von Türckheim zu Altdorf (1793–1863) ⚭ 1814 mit Johann Freiherr von Türckheim zu Altdorf (1778–1847), Großherzoglicher Badischer Staatsminister des Auswärtigen und des großherzoglichen Hauses

Nach dem Tod seiner ersten Frau heiratete er Luise Henriette Caroline von Ketelhodt (* 3. Juni 1776 in Rudolstadt; † 3. April 1854 in Darmstadt). Aus dieser Ehe gingen sieben Kinder hervor:
- Marie Friederike Auguste (1797–1852) ⚭ 1821 Christian von Fabrice (1782–1842), Großherzoglicher Hessischer Oberstallmeister
- Emilie (1798–1864), ab 1825 Stiftsdame des Cronstettenstifts
- Luise Wilhelmine Rosalie (1800–1832), ⚭ 1819 mit Georg Adolph August Friedrich von Fabrice (1784–1832), Großherzoglicher Mecklenburgischer Kammerherr und Oberstallmeister, Eltern von August von Fabrice
- Adolf (1802–1831), Jurist, Großherzoglicher Hessischer Kammerjunker und Referendar
- Adelheid (1804–1876) ⚭ 1823  Wilhelm Graf von Rechteren-Limpurg auf Schulenborg und Eeze (1798–1865), Großherzoglicher Hessischer Kammerherr und Rittmeister à la suite
- Ferdinand (1805–1859), Großherzoglicher Hessischer Kammerherr und Assessor bei der Oberfinanzdirektion; ⚭ 1840 Luise von Bellersheim, genannt Stürzelsheim (geb. 1809)
- Wilhelmine Maria Natalie (1807–1890)

⚭ 1828 Georg von Falck (1786–1836)
⚭ 1844 Joachim August Wilhelm vom Bernstorff (1800–1869)
- Henriette Christiane Pauline (* 12. Januar 1809) ⚭ 1835 Freiherr Karl von Stein († 7. Mai 1845)
- Frederike Luise Octavia (* 4. September 1810; † 1870) ⚭ 1831 Erich Friedrich Hans Karl von Graevenitz (1790–1870)

Friedrich Justinian von Günderrode starb am 11. November 1845 in Darmstadt.

## Beruflicher Werdegang
Schon als Kind zeigte von Günderrode ein großes Interesse an der Natur, der Botanik und dem Gartenbau, so dass er zunächst Forstwissenschaften studieren wollte. Ab 1783 studierte er dann jedoch Jurisprudenz zunächst in Marburg, dann in Göttingen.
Nach dem Abschluss des Studiums wandte sich von Günderrode an den Landgrafen Ludwig X. von Hessen-Darmstadt, den Lehnsherren seines Vaters, mit der Bitte um Anstellung in den Staatsdienst. Der Landgraf ernannte ihn zunächst am 30. April 1787 zum Regierungsassessor in Darmstadt und am 7. Mai 1790 zum Kammerjunker. Im gleichen Monat wurde er zum Regierungsrath und am 7. Mai des Folgejahres zum Wirklichen Regierungsrath ernannt. 1793 wurde er Kammerherr.
1803 erfolgte durch den Reichsdeputationshauptschluss eine Umorganisation der Verwaltung in der Landgrafschaft Hessen-Darmstadt, in deren Rahmen er am 13. Oktober 1803 durch Ludwig I. zum Mitglied und Rat des Hofgerichts von Darmstadt mit dem Titel eines Geheimen Regierungsrates.
Vier Jahre später wurde er zum Ober-Appellationsgerichtsrath berufen.
Am 25. November 1827 wurde er zum Direktor des Ober-Appellations- und Cassationsgerichts ernannt, dessen zweiter Präsident er am 15. Januar 1830 wurde. Durch Großherzog Ludwig II. wurde er am 30. November 1832 zu dessen ersten Präsidenten mit dem Titel Excellenz befördert.
Am 30. April 1841 trat Günderrode aus Altersgründen in den Ruhestand ein.

## Ehrungen und Nebenämter
Neben dem Hauptmann als Jurist war Günderrode auch mit zahlreichen Nebenämtern betraut. Von 1790 bis 1823 war er Mitglied der Hofdeputation. In den Jahren 1795/1796 nahm der an der Kriegskommission teil. Am 13. Dezember 1821 wurde er zum Direktor der Civildiener-Witwenkasse ernannt.
Am 25. August 1835 wurde ihm das Großkreuz des Großherzoglichen Hessischen Ludwigsordens verliehen. Im Jahr 1837 wurde er durch die Landesuniversität Giessen ehrenhalber zum Dr.jur. e.h. ernannt.
Ab 1833 war Günderrode Vorstand der ältesten Kleinkinderschule.

## Pomologie und Gartenbau

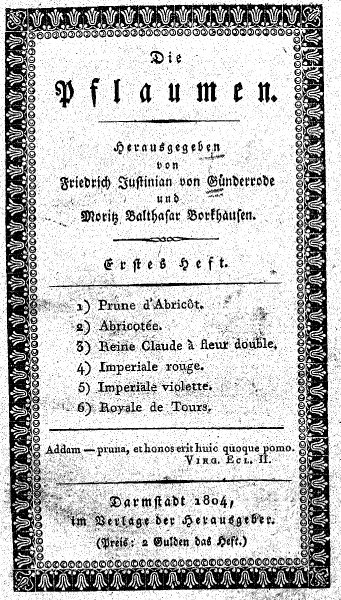
Titelblatt der Monographie Die Pflaumen von F. J. Günderrode

Von Günderrodes Buch Die Pflaumen ist die erste Monographie über Pflaumen. Das Werk erschien zwischen 1804 und 1808 im Eigenverlag in 6 Lieferungen im Oktavformat und enthält die pomologische Beschreibung von insgesamt 36 Pflaumensorten. Als Mitautor dieses Werkes wird der Botaniker und Forstwissenschaftler Moritz Balthasar Borkhausen (1760–1806) genannt; diese Angabe soll aber auf einem Irrtum beruhen und Günderrode der alleinige Autor sein.
Von Günderrode stand in Kontakt mit verschiedenen Pomologen und tauschte mit diesen Obstsorten aus. So beschreibt der Pomologe Thomae aus Wiesbaden einen Rotgestreiften Anisapfel (Pomme d’Anis rouge), den Adrian Diel von von Günderrode erhalten haben soll. Die Birnensorte Darmstädter Butterbirn soll von von Günderrode in den Obstmustergarten Meiningen gekommen sein, von wo aus sie durch Franz Jahn weiter verbreitet wurde.
Von Günderrode war langjähriger Präsident des 1834 gegründeten Gartenbauvereins Darmstadt.

## Werke
- Die Pflaumen. Eigenverlag von J. F. Günderrode und M. B. Borkhausen, 6 Lieferungen, 1804–1808.
- Gabe der Muse zum neuen Jahre 1824. Darmstadt 1824.
- Gesammelte Dichtungen zum Besten der Kleinkinderschule in Darmstadt. Darmstadt 1844.